# 赫迪夫

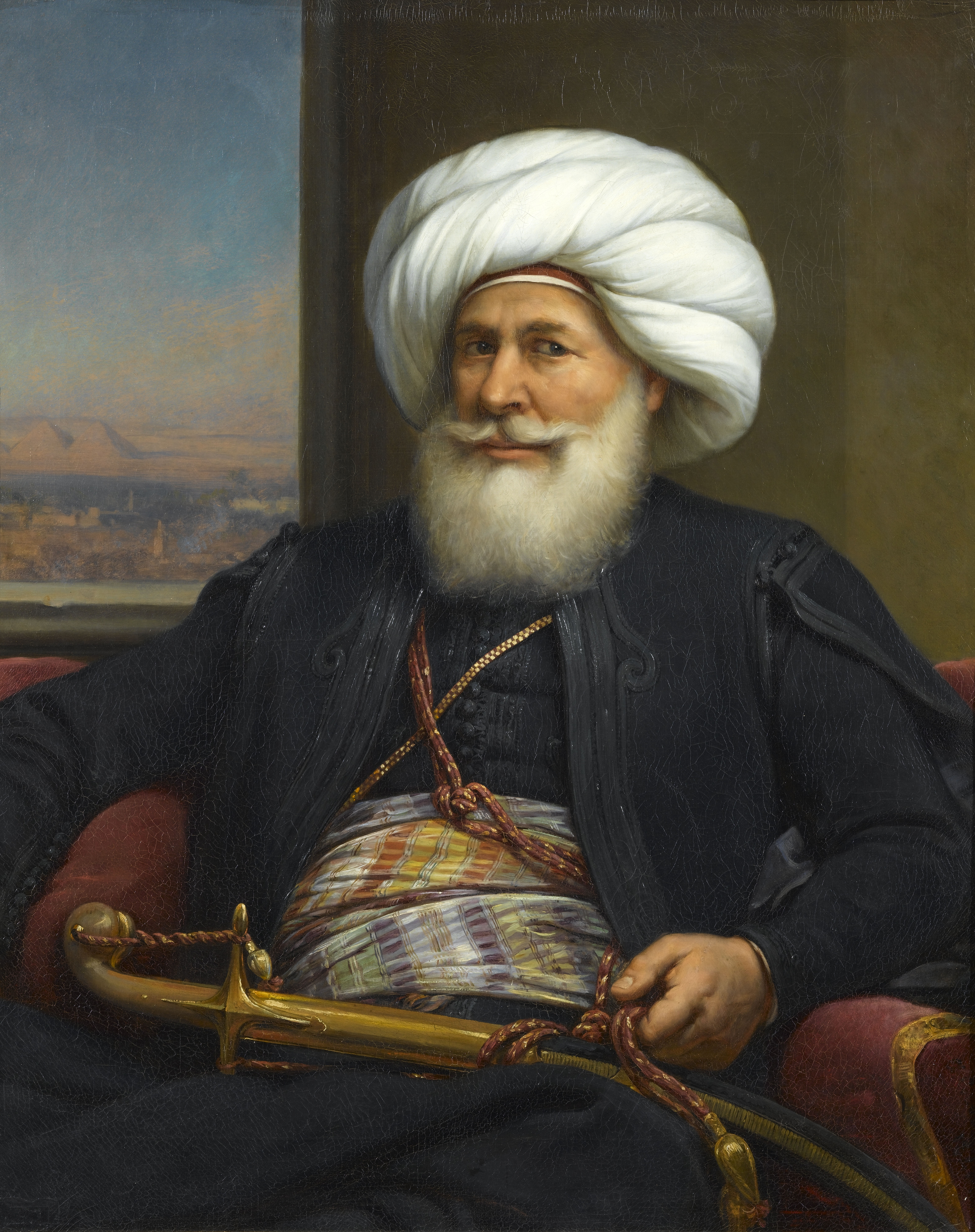
穆罕默德·阿里帕夏

赫迪夫（阿拉伯语：‎）是1805年—1914年埃及统治者的头衔，衍生自波斯語“勳爵”一词，相当于於歐洲的總督。這一稱號首先被穆罕默德·阿里帕夏採用（非官方承認），穆罕默德·阿里帕夏來自治下的卡瓦拉，位於當今的希臘境內，有阿爾巴尼亞人及土耳其人的血統，擔任鄂圖曼帝國的埃及和蘇丹瓦利（統治長官）。
穆罕默德·阿里帕夏自稱為“赫迪夫”後，鄂圖曼帝國在1867年正式承認，後來被伊斯邁爾帕夏及其王朝的繼承人沿用，直至1914年。

## 語源
這名號由埃及和蘇丹的穆罕默德·阿里王朝所採用，1867年英語首次出現赫迪夫一詞，由法語khédive而來，法語khédive則由土耳其語hıdiv而來，最後可追溯至波斯語khidiw，是khuda的衍生詞，意指「君主」，來自古波斯語khvadata，「主人」。

## 十九世紀至二十世紀初的鄂圖曼帝國埃及

### 鄂圖曼帝國的省份
1798年埃及遠征及拿玻崙被馬木留克族裔組成的鄂圖曼帝國埃及軍隊擊敗以後，鄂圖曼帝國由魯米利亞（鄂圖曼帝國在巴爾幹地區的省份）遣兵在穆罕默德·阿里的統領下收復埃及。在法軍失敗及撤退後，穆罕默德·阿里控制了埃及，並自稱為埃及的統治者，迅速鞏固了其獨立的地區勢力。鄂圖曼帝國曾經多次嘗試消滅他，但均告失敗。1805年，樸特正式承認穆罕默德·阿里為帕夏及埃及瓦利，然而，穆罕默德·阿里野心勃勃地自稱為地位更高的赫迪夫，此名號被其後繼者伊斯邁爾帕夏、阿拔斯一世及塞伊德一世沿用。

### 鄂圖曼帝國赫迪夫制

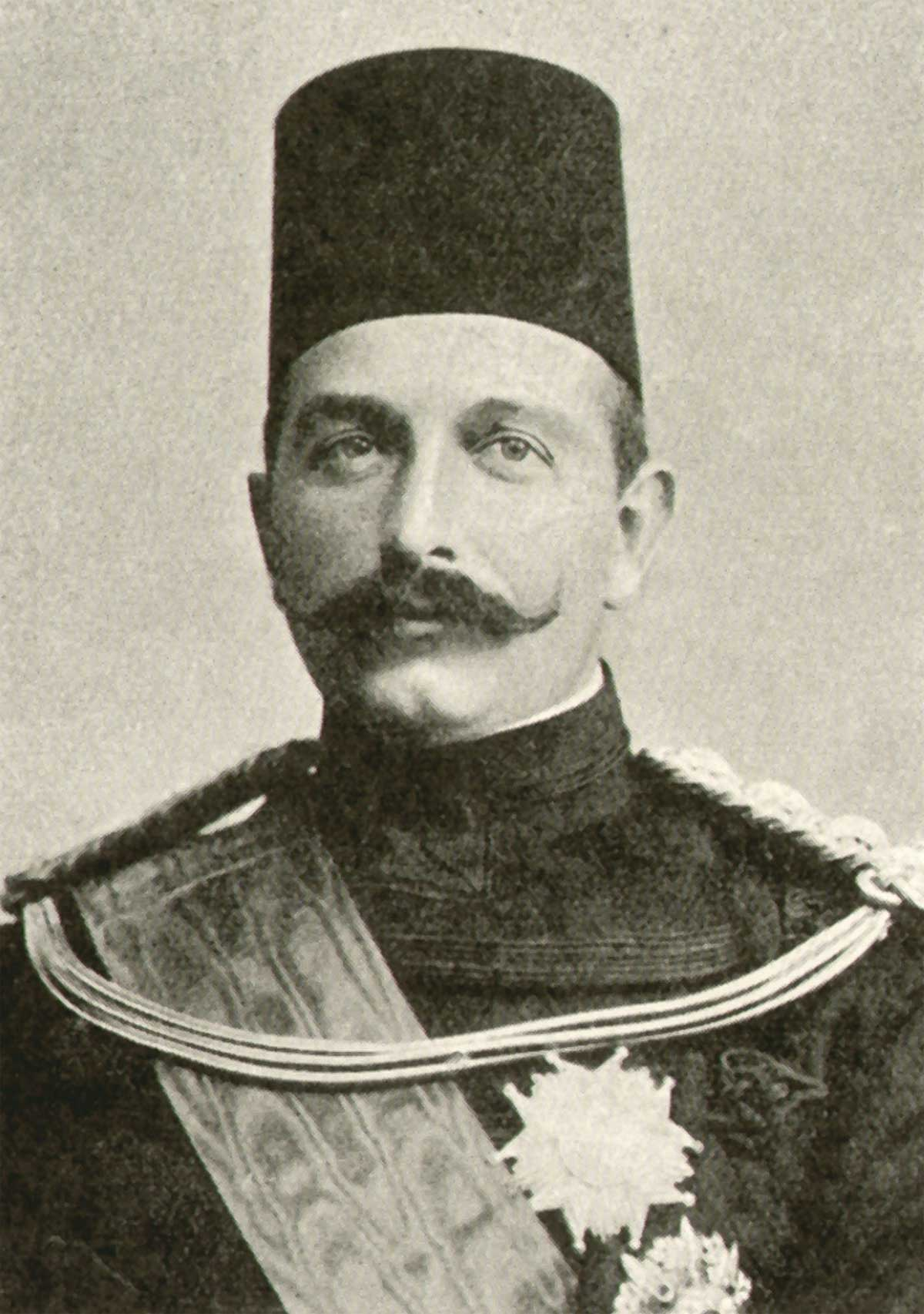
最後一任赫迪夫阿拔斯二世

直至1867年，穆罕默德·阿里王朝採用的赫迪夫才被鄂圖曼帝國接納，蘇丹阿布杜勒阿齊茲承認赫迪夫是伊斯邁爾·帕夏的稱號。樸特亦接納了伊斯邁爾君王繼承路線的轉變，由兄弟繼承轉而成為子裔繼承，兄弟繼承王位是鄂圖曼帝國及阿拉伯王朝的傳統。1879年5月，大英帝國及法國開始向鄂圖曼帝國蘇丹阿卜杜勒·哈米德二世施壓，以圖廢黜伊斯邁爾帕夏。6月26日，伊斯邁爾·帕夏被廢黜，由較為溫和、伊斯邁爾的兒子陶菲克帕夏出任新一任赫迪夫。伊斯邁爾離開埃及，流亡到，後來阿卜杜勒·哈米德二世允許他在伊斯坦堡博斯普魯斯海峽邊上的埃米爾甘宮隱居，直至逝世，遺體葬在開羅。
1882年民族主義者發動阿拉比起義，英軍入侵埃及以支持陶菲克帕夏，並支配埃及達數十年之久。穆罕默德·阿里王朝在陶菲克·帕夏及其子阿拔斯·海爾米帕夏的統治下得以用赫迪夫的稱號繼續管治埃及和蘇丹，名義上鄂圖曼帝國仍享有這些地區的主權，直至1914年。

### 蘇丹制
第一次世界大戰爆發，阿拔斯·海爾米帕夏支持鄂圖曼帝國，加入同盟國，後來被英軍廢黜，英國宣佈埃及成為保護國，阿拔斯·海爾米帕夏正前往維也納。英國扶持阿拔斯·海爾米帕夏的叔叔侯賽因·凱末爾為埃及蘇丹，切斷了埃及、蘇丹與鄂圖曼帝國的從屬關係，廢棄使用赫迪夫這個稱號。侯賽因·凱末爾及後來的福阿德一世對阿拔斯·海爾米帕夏發佈限制令，剝奪其在埃及和蘇丹的財產，禁止向他捐獻，並限制他進入埃及以及褫奪他在埃及法庭提出控告的權利。1931年5月12日，阿拔斯·海爾米帕夏接納了命令並遜位，避居瑞士，1944年12月19日於日內瓦逝世。
1923年簽訂的《洛桑條約》第17條聲明，土耳其放棄其在埃及和蘇丹的所有權利。